# Antikens litteratur
Antikens litteratur eller klassisk litteratur är den litteratur som skrevs under antiken, i synnerhet i antikens Grekland och Romerska imperiet; ofta innefattas även all forntida litteratur från den första skriften och litteraturens första utveckling i Mesopotamien, Egypten, Persien, Kina, Indien, och Kanaan fram till medeltidens litteratur. Med klassisk litteratur avses ofta litteratur skriven på de klassiska språken grekiska, hebreiska och latin under den tid som sammanfaller med antiken. Med såväl antikens litteratur som den klassiska litteraturen avses framför allt den nedtecknade sådana. 

## Den första litteraturen, förklassisk tid

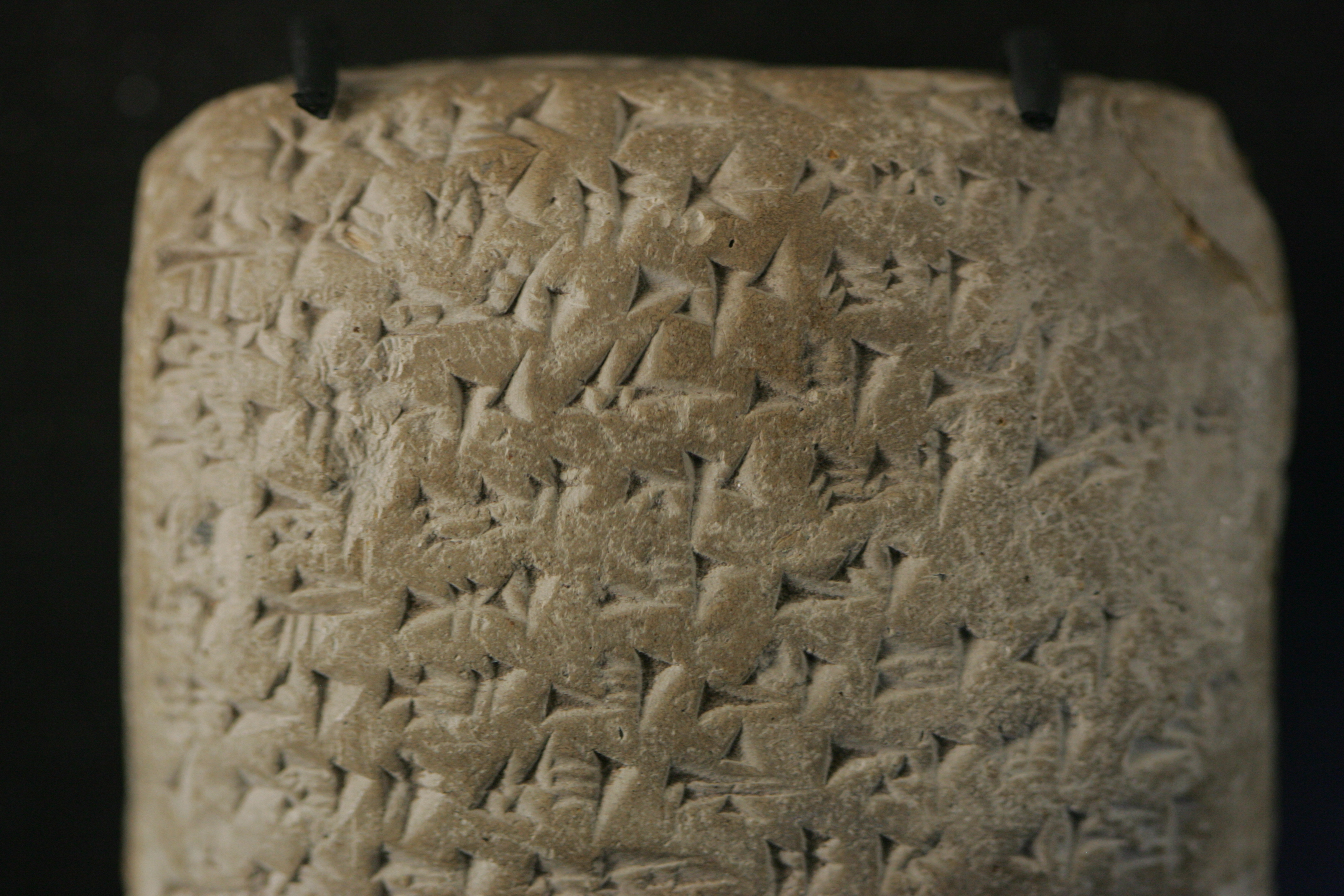
Närbild på kilskrift, en del av Amarnabreven.

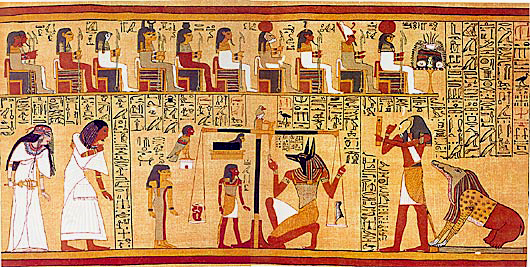
Papyrus med De dödas bok.

Den äldsta kända skriften är sumerernas kilskrift som är omkring 5000 år. Skriftsystem spreds och utvecklades i Orienten, Indien och Kina. Den sumeriska litteraturen handlade som regel om praktiska spörsmål - den äldsta bevarade kilskriften är votivgåveinskrifter - men på var sina sätt var den sumeriska och egyptiska litteraturen av religiös karaktär. Den tidiga egyptiska litteraturen omfattar bland annat De dödas bok. Hammurabis lagar och andra världsliga texter av religiös karaktär finns bevarad från ett par tusen år f.Kr. Den assyro-babyloniska litteraturen fortsatte i mångt och mycket i den sumeriska traditionen, men bidrog till filosofins, rättsvetenskapens och astronomins utveckling.
Skönlitteraturen uppstod ungefär samtidigt i dessa områden, med hymner (Echnatons Solhymn, Rigveda, Odena), lyrik (Höga visan), saga, och epos (Gilgamesheposet, De sju tavlornas epos). Skapelsemyter är ett vanligt motiv. Vishetslitteratur växte fram i hela Mellanöstern (Ordspråksboken, Amenemopes lära). Ungefär samtidigt uppkommer vedalitteraturen i Indien och orakelinskrifter från Kinas Shangdynasti.
Världens äldst kända författare anges ibland vara Shin-eqi-unninni, som anges som upphovsman till Gilgamesheposet (2000 f.Kr.), och ibland Sargons dotter En-hedu-anna, som bland annat var poet.
Omkring år 500 f.Kr. sker en förändring i dessa områden, varför det generellt brukar anges som en epokgräns mot klassisk tid. Vid den tiden uppkommer flera religioner och filosofer. En tredje epok brukar sättas omkring år 20 till år 500, senantiken.

## Genrer under forntid och klassisk tid
De första texterna var av praktisk art och syftade till att dokumentera löften, regentlängder, lagar och dylikt. Med tiden får litteraturen religiös karaktär och behandlar myter, i form av skapelsemyter eller berättelser om livet efter döden, samt profetior. Skönlitteraturen uppkommer med religiösa hymner och sånger, vilket utvecklas till lyrik och teater. Eposet och sagan rör sig i gränslandet mellan legend och historia. Skönlitteraturen skrevs på vers och framfördes musiskt och ofta med dans, medan texter av världslig karaktär normalt skrevs på prosa, men enstaka berättelser från Egypten var författade på prosa, och under senare delen av antiken börjar prosan långsamt få fäste i epiken. Allt eftersom vetenskapen utvecklas uppkommer vetenskapliga texter, i Babylonien, Indien, Kina och Egypten, för att under hellenismen uppkomma även i den grekisktalande världen. Vishetslitteraturen är en av de äldsta genrerna, och en viktig föregångare till filosofin.
Formens betydelse för det litterära verket blev snabbt viktigt. I den indiska litteraturen uppkommer grammatiker (Yaska och Panini) och poetik, samlade i Vedanga. Strax före och under hellenismen införlivades grammatiken, katalogiseringen, poetiken, retoriken och andra metalitterära studier i Mellanöstern och Europa med bland andra Kallimachos från Kyrene, Dionysios Thrax, sofisterna, Platon och Aristoteles.

## Fornegyptisk litteratur
De äldsta bevarade texterna är av religiös karaktär med Pyramidtexterna som är världens äldsta kända religiösa texter. Utvecklingen av skrivmaterialet papyrus gav skrivandet nya möjligheter och alla slags texter kunde nu nedskrivas på ett enklare sätt. De äldsta bevarade papyrusmanuskripten är Abusir papyri från cirka 2400-talet f. Kr. Senare tillkom även skönlitterära verk. Bland de kändaste skrifterna återfinns: Prinsen med de tre ödena, Historien om de två bröderna (återfinns i Orbiney-papyrusen), Ramses II och prinsessan av Bachtan, Historien om Sinuhe (återfinns bl. a. i Berlin 3022-papyrusen), Historien om den vältalige bonden och Wenamons sjöfärd (återfinns bland Golenisjtjev papyri).

## Antikens hebreiska litteratur

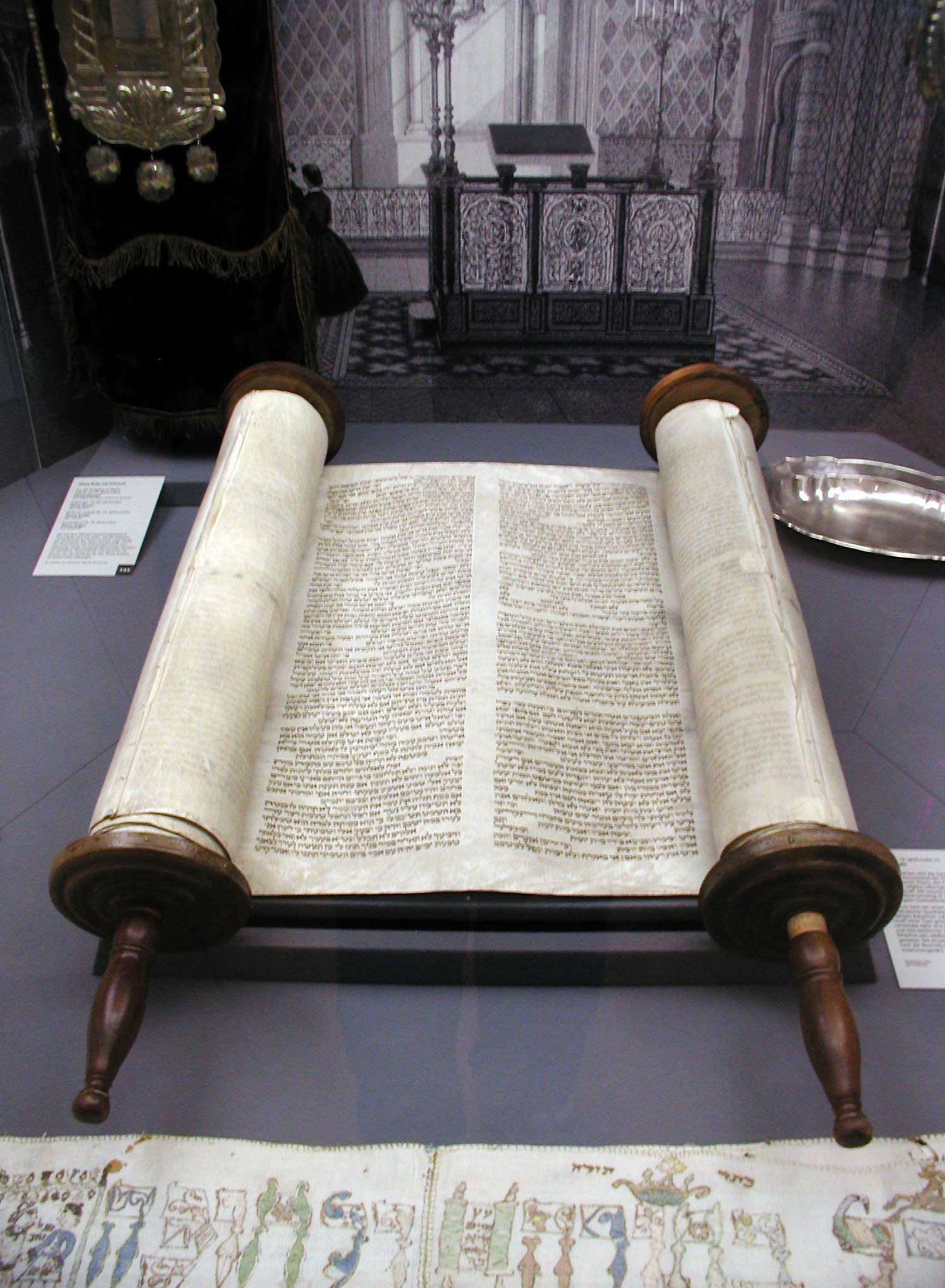
Torah som bokrulle, ett litterärt verk och ett litteraturformat från antiken.

Den äldsta bevarade skriften på hebreiska är Gezerkalendern, från omkring 900-talet f.Kr. Andra texter från arkaisk bibelhebreiska är gravinskrifter, Meshastelen, Siloainskriften, och en ostrakon som beskriver Nebuchadnezzars erövring av Jerusalem år 586 f.Kr. All denna litteratur är sakprosa.
Klassisk hebreiska, eller bibelhebreiska, uppstod på 500-talet f.Kr. och använde arameiska alfabetet. Under den epoken tillkom böckerna i Tanach/Gamla testamentet samt dess apokryfer, som utgörs av skapelseberättelser, lagar, lyrik, historieskrivning, vishetslitteratur, och profetior. Döda havsrullarna tillkom mellan 200-talet f.Kr. och 100-talet e.Kr. Talmud jerushalmi, Mishna och Tosefta skrevs under den tidiga rabbinistiska tiden (100-300-talen)  liksom Simon bar Kokhbas brev och Kopparrullarna. En stor del av den hebreiska litteraturen från antiken är anonym; i Bibeln finns dock ibland angivet en författare.
Efter Jerusalems förstörelse år 70 börjar judar i diasporan författa på andra språk än modersmålet, däribland historikern Josefus som skrev på latin och Justus av Tiberias. Nya testamentet och dess apokryfer skrevs enligt den mest utbredda uppfattningen på koiné-grekiska (somliga menar i stället arameiska, se Peshitta).

## Iransk forntida och antik litteratur
Den mest kända forniranska litteraturen är Avesta, nedskriven omkring 500 e.Kr. men återgivande äldre stoff från omkring 1200 f.Kr. Liksom annan litteratur från epoken är den författad på både vers och prosa. Det var zoroastrismens viktigaste verk, bestod av 21 avdelningar (så kallade nasker), men större delen gick förlorad när Alexander den store erövrade det persiska akemeniderriket och nu finns endast en av dessa nasker bevarade i sin helhet. Till den bevarade litteraturen hör filosofen och diktaren Zarathustras sånger. 
Antikens Iran hade dessutom en rik muntlig hjälteepik som innehöll mytologi och legender. Dessa legender sammanställdes i muntliga korpus och samlades på 500-talet e.Kr. i den sasanidiska Xwaday-Namag (Konungaboken). Från omkring Jesu födelse författades den medelpersiska så kallade pahlavilitteraturen. Hit hör bland annat geografiska verk, visdomsböcker, historiska romaner samt religiösa legender om bland annat Zarathustra. Skalder förekom vid hoven. Vad som kallas den klassiska tiden i den persiska litteraturhistorien inträffar vid 800-talet.

## Den romerska antikens litteratur

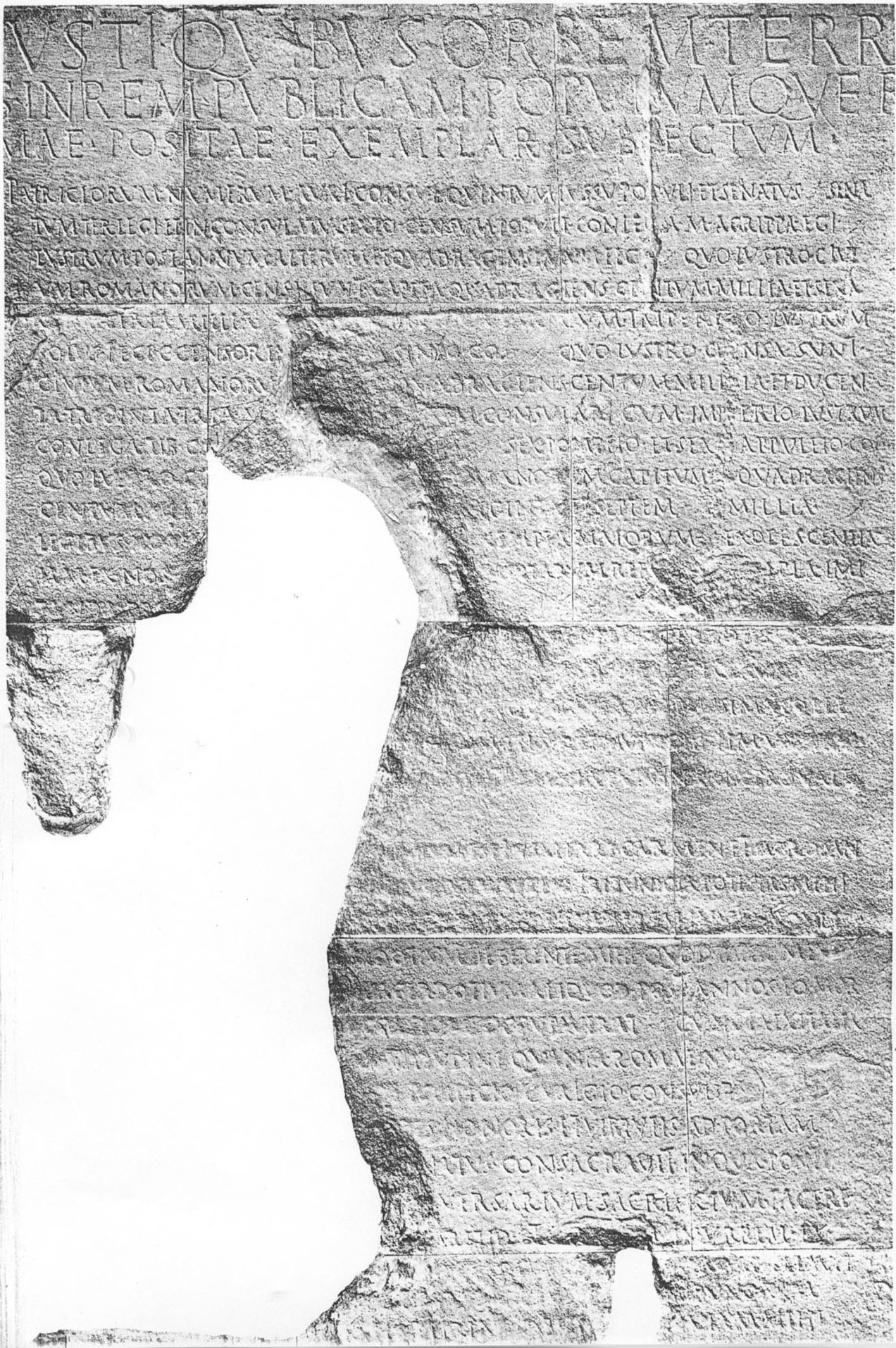
Del av kejsar Augustus självbiografiska Res Gestae Divi Augusti, Monumentum Ancyranum.